# Gomes Freire de Andrade, barão de Itabira
Gomes Freire de Andrade, primeiro e único barão de Itabira, (Vila Rica, 1790 — 12 de dezembro de 1855) foi um militar brasileiro.
Foi casado com Francisca de Sá e Castro, sendo filho de Isabel Carolina de Oliveira Maciel e do tenente-coronel Francisco de Paula Freire de Andrade,  que era filho natural de José Antônio Freire de Andrade, 2.° conde de Bobadela, e Maria do Bom Sucesso Corrêa de Sá. Neto materno do capitão-mor José Alves Maciel e bisneto do coronel Maximiano de Oliveira Leite, descendia do bandeirante Fernão Dias e era primo-irmão do marquês de Queluz. Sua irmã, Francisca de Paula Freire de Andrade, casou-se com o marquês do Bonfim.